# Démographie de la Bourgogne-Franche-Comté
La démographie de la Bourgogne-Franche-Comté est caractérisée par une densité faible et une population âgée qui décroît depuis la création de la région.
Avec ses 2 803 977 habitants en 2022, la région française Bourgogne-Franche-Comté se situe en 11e position sur le plan national.
En six ans, de 2015 à 2021, sa population a diminué de près de 2 050 unités, c'est-à-dire de plus ou moins 340 personnes par an. Mais cette variation est différenciée selon les huit départements que comporte la région.
La densité de population de la Bourgogne-Franche-Comté, 58,7 habitants par kilomètre carré en 2022, est deux fois inférieure à celle de la France entière qui est de 107,1 hab./km2 pour la même année.

## Évolution démographique de la région Bourgogne-Franche-Comté
| 1968      | 1975      | 1982      | 1990      | 1999      | 2010      | 2015      | 2021      |
| --------- | --------- | --------- | --------- | --------- | --------- | --------- | --------- |
| 2 495 379 | 2 631 260 | 2 680 103 | 2 706 929 | 2 727 126 | 2 813 878 | 2 820 940 | 2 800 194 |

## Population par divisions administratives

### Départements
La région Bourgogne-Franche-Comté comporte huit départements.
| Départements            | Population(2022) | Variation(2022/2016)                       | Superficie(km2) | Densité(hab./km2) |
| ----------------------- | ---------------- | ------------------------------------------ | --------------- | ----------------- |
| Saône-et-Loire          | 549 136          | en évolution de −1,06 % par rapport à 2016 | 8 575           | 64                |
| Doubs                   | 548 662          | en évolution de +1,88 % par rapport à 2016 | 5 234           | 104,8             |
| Côte-d'Or               | 537 577          | en évolution de +0,82 % par rapport à 2016 | 8 763           | 61,3              |
| Yonne                   | 333 896          | en évolution de −1,95 % par rapport à 2016 | 7 427           | 45                |
| Jura                    | 258 405          | en évolution de −0,81 % par rapport à 2016 | 4 999           | 51,7              |
| Haute-Saône             | 233 920          | en évolution de −1,4 % par rapport à 2016  | 5 360           | 43,6              |
| Nièvre                  | 202 299          | en évolution de −3,28 % par rapport à 2016 | 6 817           | 29,7              |
| Territoire de Belfort   | 140 082          | en évolution de −2,78 % par rapport à 2016 | 609             | 230               |
| Bourgogne-Franche-Comté | 2 803 977        | en évolution de −0,51 % par rapport à 2016 | 47 783,3        | 58,7              |
| Source : Insee.         |                  |                                            |                 |                   |

## Structures des variations de population

### Soldes naturels et migratoires depuis 1968
La variation moyenne annuelle est décroissante depuis les années 1970, passant de 0,8 à −0,1 %.
Le solde naturel annuel qui est la différence entre le nombre de naissances et le nombre de décès enregistrés au cours d'une même année, a baissé, passant de 0,5 à −0,1 %. La baisse du taux de natalité, qui passe de 16,8 à 9,7 ‰, n'est en fait pas compensée par une baisse du taux de mortalité, qui parallèlement passe de 11,6 à 10,9 ‰.
Le flux migratoire est négatif sur la période de 1968 à 2021, traduisant une perte d'attractivité de la région. Il passe de 0,2 à 0 %. 
| Indicateurs démographiques                       | 1968 à1975 | 1975 à1982 | 1982 à1990 | 1990 à1999 | 1999 à2010 | 2010 à2015 | 2015 à2021 |
| ------------------------------------------------ | ---------- | ---------- | ---------- | ---------- | ---------- | ---------- | ---------- |
| Variation annuelle moyenne de la population en % | 0,8        | 0,3        | 0,1        | 0,1        | 0,3        | 0,1        | -0,1       |
| - due au solde naturel en %                      | 0,5        | 0,3        | 0,3        | 0,2        | 0,2        | 0,1        | -0,1       |
| - due au solde apparent des entrées sorties en % | 0,2        | -0,1       | -0,2       | -0,1       | 0,1        | -0,1       | -0,0       |
| Taux de natalité en ‰                            | 16,8       | 14,2       | 13,2       | 11,7       | 11,6       | 11,0       | 9,7        |
| Taux de mortalité en ‰                           | 11,6       | 10,9       | 10,4       | 10,0       | 9,9        | 9,9        | 10,9       |
| Source : Insee.                                  |            |            |            |            |            |            |            |

### Mouvements naturels sur la période 2014-2022
En 2014, 30 214 naissances ont été dénombrées contre 27 698 décès. Le nombre annuel des naissances a diminué depuis cette date, passant à 24 809 en 2022, indépendamment à une augmentation, mais relativement faible, du nombre de décès, avec 32 637 en 2022. Le solde naturel est ainsi négatif et diminue, passant de 2 516 à −7 828.

## Densité de population
En 2021, la densité était de 58,6 hab./km2.
| 1968 |  | 52.2 |  |

| 1975 |  | 55.1 |  |

| 1982 |  | 56.1 |  |

| 1990 |  | 56.7 |  |

| 1999 |  | 57.1 |  |

| 2010 |  | 58.9 |  |

| 2015 |  | 59.0 |  |

| 2021 |  | 58.6 |  |

## Répartition par sexes et tranches d'âge
La population de la région est plus âgée qu'au niveau national.
En 2021, le taux de personnes d'un âge inférieur à 30 ans s'élève à 32,6 %, soit en dessous de la moyenne nationale (35,1 %). À l'inverse, le taux de personnes d'âge supérieur à 60 ans est de 30,3 % la même année, alors qu'il est de 26,6 % au niveau national.
En 2021, la région comptait 1 364 523 hommes pour 1 435 671 femmes, soit un taux de 51,27 % de femmes, légèrement inférieur au taux national (51,61 %).
Les pyramides des âges de la région et de la France s'établissent comme suit.
| Hommes | Classe d’âge | Femmes |
| ------ | ------------ | ------ |
| 0,9    | 90 ou +      | 2,3    |
| 8,2    | 75-89 ans    | 11     |
| 18,8   | 60-74 ans    | 19,5   |
| 20,2   | 45-59 ans    | 19,6   |
| 17,4   | 30-44 ans    | 16,8   |
| 17,2   | 15-29 ans    | 15,1   |
| 17,3   | 0-14 ans     | 15,7   |

| Hommes | Classe d’âge | Femmes |
| ------ | ------------ | ------ |
| 0,7    | 90 ou +      | 1,9    |
| 7,0    | 75-89 ans    | 9,5    |
| 16,6   | 60-74 ans    | 17,5   |
| 20,0   | 45-59 ans    | 19,5   |
| 18,8   | 30-44 ans    | 18,3   |
| 18,3   | 15-29 ans    | 16,7   |
| 18,6   | 0-14 ans     | 16,7   |

## Répartition par catégories socioprofessionnelles
La catégorie socioprofessionnelle des retraités est surreprésentée par rapport au niveau national. Avec 31,4 % en 2021, elle est 4,6 points au-dessus du taux national (26,8 %). La catégorie socioprofessionnelle des cadres et professions intellectuelles supérieures est quant à elle sous-représentée par rapport au niveau national. Avec 6,7 % en 2021, elle est 3,4 points en dessous du taux national (10,1 %).
| Catégorie socioprofessionnelle                    | 2015      | 2015 | 2021      | 2021 | Détails de l'année 2021 | Détails de l'année 2021 | Détails de l'année 2021            | Détails de l'année 2021            | Détails de l'année 2021            |
| Catégorie socioprofessionnelle                    | Nb        | %    | Nb        | %    | Hommes                  | Femmes                  | Part en % de la population âgée de | Part en % de la population âgée de | Part en % de la population âgée de |
| Catégorie socioprofessionnelle                    | Nb        | %    | Nb        | %    | Hommes                  | Femmes                  | 15 à 24 ans                        | 25 à 54 ans                        | 55 ans ou +                        |
| ------------------------------------------------- | --------- | ---- | --------- | ---- | ----------------------- | ----------------------- | ---------------------------------- | ---------------------------------- | ---------------------------------- |
| Agriculteurs exploitants                          | 29 565    | 1,3  | 27 356    | 1,2  | 21 194                  | 6 162                   | 0,2                                | 1,8                                | 0,8                                |
| Artisans, commerçants, chefs d'entreprise         | 77 594    | 3,3  | 81 817    | 3,5  | 57 510                  | 24 308                  | 0,7                                | 5,9                                | 2,1                                |
| Cadres et professions intellectuelles supérieures | 144 336   | 6,2  | 155 827   | 6,7  | 90 070                  | 65 758                  | 1,6                                | 11,9                               | 3,2                                |
| Professions intermédiaires                        | 306 537   | 13,2 | 311 170   | 13,3 | 143 452                 | 167 718                 | 8,5                                | 23,8                               | 4,8                                |
| Employés                                          | 362 117   | 15,5 | 345 217   | 14,8 | 79 896                  | 265 320                 | 15,5                               | 23,6                               | 6,2                                |
| Ouvriers                                          | 358 188   | 15,4 | 337 560   | 14,4 | 260 746                 | 76 815                  | 16,4                               | 23,5                               | 5,2                                |
| Retraités                                         | 721 376   | 31,0 | 733 784   | 31,4 | 339 320                 | 394 464                 | 0,0                                | 0,2                                | 70,4                               |
| Autres personnes sans activité professionnelle    | 330 666   | 14,2 | 346 266   | 14,8 | 136 353                 | 209 913                 | 57,0                               | 9,3                                | 7,4                                |
| Ensemble                                          | 2 330 377 | 100  | 2 338 998 | 100  | 1 128 541               | 1 210 457               | 100                                | 100                                | 100                                |
| Sources : Insee,.                                 |           |      |           |      |                         |                         |                                    |                                    |                                    |